# 珍妮特·艾伦
珍妮特·凯瑟琳·艾伦（？—）是美国生物化学家和工业工程师，她的研究方向涉及工程设计过程中的不确定性，以及通过稳健设计过程、统计方法、模拟替代设计和使用实验设计系统地探索大型设计空间中的替代方案来量化和控制不确定性。在俄克拉荷马大学，她担任工业与系统工程教授及约翰与玛丽摩尔工程系教授。

## 生平
艾伦于1967年获得麻省理工学院生命科学学士学位，并于1973年在加州大学伯克利分校获得生物物理学博士学位。
1975年，在南加州大学从事博士后研究后，她到澳大利亚新南威尔士大学担任生物化学系专业干事、生物医学工程中心兼职讲师和皇家阿尔弗雷德亲王医院科学家。1981年，她到美国莱斯大学担任生物化学研究员，随后几年在贝勒大学工作。
她于1987年离开学术界投身工业界，并在1992年回到佐治亚理工学院乔治·W·伍德拉夫机械工程学院，最初担任高级研究科学家。随后成为该学院的正式教师，并于2009年以学术名誉教授的身份退休。同年，她担任俄克拉荷马大学约翰与玛丽摩尔讲座教授。

## 著作
艾伦的主要著作有：
- 《Integrated Design of Multiscale, Multifunctional Materials and Products》（与David L. McDowell、Jitesh Panchal、Hae-Jin Choi、Carolyn Seepersad（英语：Carolyn_Seepersad）、Farrokh Mistree合著，爱思唯尔出版社，2010年）
- 《Architecting Networked Engineered Systems: Manufacturing Systems Design for Industry 4.0》（与Jelena Milisavljevic-Syed、Sesh Commuri、Farrokh Mistree合著，施普林格出版社，2020年）
- 《Architecting Robust Co-Design of Materials, Products, and Manufacturing Processes》（与Anand Balu Nellippallil、B. P. Gautham、Amarendra K. Singh、Farrokh Mistree合著，施普林格出版社，2020年）

## 荣誉
2005年，艾伦被美国机械工程师学会（ASME）授予会士（Fellow）称号。2019年，她获得ASME露丝和乔尔·斯皮拉杰出设计教育家奖（ASME Ruth and Joel Spira Outstanding Design Educator Award），用以表彰她创建并完善了ASME关于资助会员出差并在ASME会议上展示成果的方案。